# Цивільна парафія (Англія)
Цивільна парафія (англ. civil parish) — є різновидом адміністративної парафії використовуваний як місцевий уряд в Англії. Це територіальне позначення, яке є найнижчим рівнем місцевого самоврядування нижче районів і округів, або їх комбінована форма, унітарний орган. Громадянські парафії можуть простежити своє походження до античної системи Англії церковні парафії яка історично відігравала роль як у цивільному, так і в церковному управлінні; цивільні та релігійні парафії були формально розділені на два типи в 19 столітті і зараз цілком окремі. Блок був розроблений і розгорнутий по всій Англії в 1860-х роках.

## Історія
Парафіяльна система в Європі була створена між 8-м і 12-м століттями, а рання форма була давно встановлена в Англії під час норманського завоювання. Спочатку ці території були засновані на території садиб, які, в деяких випадках, охоплювали свої межі маєтками римської чи залізної доби; деякі великі маєтки були поділені на кілька волостей.